# (294595) Shingareva
(294595) Shingareva es un asteroide perteneciente al cinturón de asteroides, descubierto el 6 de enero de 2008 por Timur Kriachkov desde la Estación Zelenchukskaya, Cáucaso, Rusia.

## Designación y nombre
Designado provisionalmente como 2008 AH1. Fue nombrado en homenaje a Kira B. Shingareva (1938-2013) quien fue profesora de la Universidad Estatal de Geodesia y Cartografía de Moscú y directora del Laboratorio de Cartografía Planetaria. Ayudó a cartografiar la Luna, Marte, Fobos y Venus, y se desempeñó como presidenta de la Comisión de Cartografía Planetaria de la ICA durante tres mandatos, de 1999 a 2011.

## Características orbitales
Shingareva está situado a una distancia media del Sol de 3,164 ua, pudiendo alejarse hasta 3,463 ua y acercarse hasta 2,865 ua. Su excentricidad es 0,095 y la inclinación orbital 9,017 grados. Emplea 2055,74 días en completar una órbita alrededor del Sol.
Pertenece a la familia de asteroides de (490) Veritas.

## Características físicas
La magnitud absoluta de Shingareva es 15,85. Tiene 4,758 km de diámetro y su albedo se estima en 0,045.